# MTV2
Pour la chaine canadienne, voir MTV2 (Canada).
MTV2 est une chaîne de télévision américaine du câble et du satellite, détenue par le groupe média Paramount Media Networks, une branche de Paramount Global.
La chaîne a été lancée à l'origine comme chaîne de diffusion intégralement dédiée aux vidéo-clips musicaux lorsque la chaîne MTV a changé sa ligne éditoriale pour abandonner ce secteur. Durant les années 2000, MTV2 a également bouleversé sa ligne, faisant progressivement basculer sa programmation musicale vers les chaînes sœurs du câble comme MTV Hits. En février 2015, près de 80 millions de foyers américains (68,2 % des foyers avec une télévision) reçoivent MTV2.

## Histoire

### Le début: M2
MTV2 a commencé à diffuser simplement comme M2 le 1er août 1996 - le 15e anniversaire de MTV - avec "Where It's At" de Beck comme premier vidéo diffusée. M2 a été créé pour répondre aux critiques et aux téléspectateurs qui se plaignaient que MTV ne présentait plus de vidéoclips ; en réalité, M2 faisait partie de la stratégie de MTV Networks pour étendre sa marque en vue du passage au câble numérique qui allait accroître de manière exponentielle le nombre des chaînes disponibles sur le câble. D'après les recherches internes de MTV Network, la demande refoulée des téléspectateurs pour des options supplémentaires de visionnage de vidéoclips - une demande que M2 a été conçue pour répondre aux attentes de l'entreprise selon lesquelles le succès de la nouvelle chaîne serait inévitable et immédiat.
Dès le lancement de M2, la nouvelle chaîne de vidéoclips 24 heures s'est avéré aussi populaire auprès des téléspectateurs que MTV l'espérait. Cependant, comme la technologie du câble numérique a été lente à se développer dans les grandes villes, les câblodistributeurs ont refusé d'ajouter une autre chaîne musicale à leur gamme limitée de chaînes pré-numériques, faisant valoir qu'avec MTV, VH1, CMT, Fuse TV et d'autres créneaux de vidéo musicale, l'audience pour "musique à la télévision" était suffisamment couverte. Même le fait que M2 générait d'énormes cotes d'écoute à chaque fois qu'il était testé - par les sociétés d'abonnement elles-mêmes - en avant-premières gratuites dans tout le pays n'a pas suffi à convaincre les opérateurs de télévision payante d'ajouter M2 à leur programmation. Par conséquent, au cours de ses premières années d'existence, M2 s'est limité à la télévision par satellite et aux quelques petits marchés où le câble numérique était alors disponible, ce qui a limité son audience à environ 12 millions de foyers en 2000. En raison notamment de la lenteur inattendue du déploiement de la nouvelle chaîne, MTV Networks a décidé de rebaptiser M2 au cours du premier trimestre de 1999, en changeant son nom pour MTV2 dans l'espoir que cette nouvelle image marquerait un nouveau départ. Avec l'expansion du câble numérique à l'échelle nationale, MTV2 a poursuivi sa propre croissance inexorable.

## Flux HD
Un flux de diffusion simultanée haute définition 1080i de MTV2 a été lancé début 2012, MTV2 HD, et est disponible sur la plupart des mêmes fournisseurs que la chaîne en définition standard.